# Klinikum Augsburg Süd
Das Universitätsklinikum Augsburg Süd (ehemals Klinikum Süd bzw. Krankenhaus Haunstetten) ist im Verbund mit dem Universitätsklinikum Augsburg ein Krankenhaus der Maximalversorgung, das sich im Augsburger Stadtteil Haunstetten befindet.

## Geschichte
Der Kommerzienrat Georg Käß ermöglichte der Gemeinde Haunstetten durch eine großzügige Spende den Kauf eines Grundstückes am Rande des Siebentischwaldes und schuf damit die Voraussetzungen für die Einrichtung eines Krankenhauses. Auf diesem Grundstück befand sich seit langer Zeit das Jägerhaus (auch Bayerhäusl genannt), ein bei den Bürgern beliebtes Ausflugslokal. Nach dem Kauf 1897 wurde das auf dem Grundstück befindliche Gebäude zum Krankenhaus umgebaut. Nach Abschluss der Umbauarbeiten eröffnete das Krankenhaus am 12. Januar 1900 mit einer Kapazität von 40 Betten.
In den 1960er Jahren begannen die Verhandlungen und Planungen für einen modernen Neubau des Krankenhauses unweit des bestehenden Krankenhauses. Nach vierjähriger Bauzeit eröffnete das neue Krankenhaus mit 156 Betten schließlich am 9. März 1968. Bereits zwei Jahre später wechselte die Trägerschaft von der Stadt Haunstetten zum Krankenhauszweckverband Augsburg. Das alte Krankenhaus wurde im Frühjahr 1969 abgebrochen.
In den Jahren 1997 bis 2010 wurden umfangreiche Sanierungsmaßnahmen in mehreren Bauabschnitten durchgeführt. Zum 1. Januar 2000 bildete das Krankenhaus Haunstetten zusammen mit dem Klinikum Augsburg ein selbstständiges Kommunalunternehmen. Nach erfolgter Integration in das Zentralklinikum wurde das Krankenhaus zum 1. Januar 2006 in Klinikum Augsburg Süd umbenannt. Seit dem 1. Januar 2019 ist es Teil des neu gegründeten Universitätsklinikums Augsburg.

## Gegenwart
Im Klinikum Augsburg Süd stehen nach einer umfangreichen Sanierung und Modernisierung heute insgesamt 168 Planbetten zur stationären Behandlung zur Verfügung. Es erfüllt die Anforderungen eines Krankenhauses der Maximalversorgung, hat sich dabei aber besonders auf die Chirurgie, Dermatologie, die Hals-Nasen-Ohren-Heilkunde und die Innere Medizin spezialisiert. Dagegen wurde die mit Belegärzten geführte Abteilung für Gynäkologie und Geburtshilfe im Oktober 2005 vorgreifend aufgelöst, da das Bayerische Staatsministerium für Arbeit und Sozialordnung, Familie und Frauen anordnete, dass in diesem Bereich aus ökonomischen Gründen keine Doppelvorhaltung mehr bestehen dürfe.
Das Krankenhaus wird von Stadt und Landkreis Augsburg im Krankenhauszweckverband Augsburg getragen und als selbstständiges Kommunalunternehmen zusammen mit dem Universitätsklinikum Augsburg und der Kinderklinik – beide im Stadtteil Kriegshaber gelegen – geführt.
Ferner dient das Krankenhaus zur Aufnahme von Notfällen aus den Bereichen der Dermatologie und der Hals-Nasen-Ohren-Heilkunde; diesen Grundsatz befolgt auch der Rettungsdienst im Ballungsraum Augsburg. Für alle weiteren Notfälle ist primär das Universitätsklinikum Augsburg die Anlaufstelle. Patienten aus den Schwerpunkten des Klinikums Süd werden nach einer Erstversorgung im Klinikum Augsburg häufig für die weitere stationäre Behandlung hierher verlegt.

## Lage
Das Krankenhaus befindet sich am östlichen Rand des Augsburger Stadtteils Haunstetten in der Sauerbruchstraße. Für die Anreise mit dem Pkw steht ein kostenpflichtiger Parkplatz auf dem Klinikgelände zur Verfügung. Die Zufahrt dorthin ist ab der B17-Ausfahrt „Augsburg-Haunstetten/Inningen“ ausgeschildert. Alternativ dazu ist das Krankenhaus mit der Stadtbuslinie 24 (Haltestelle: „Klinikum Süd“) erreichbar.